# Ziona
Ziona, erroneamente chiamato Ziona Chana dai media stranieri (Baktawng, 20 luglio 1945 – Aizawl, 13 giugno 2021), è stato un religioso indiano.

## Biografia
È stato il leader di Chana Pawl, una setta cristiana formata nel giugno 1942, che sopravvive tra le montagne del Mizoram, stato dell'India ai confini con il Bangladesh e il Myanmar. Egli è conosciuto per esser titolare di un record mondiale, come capostipite della più grande famiglia esistente nel mondo con 39 mogli, 94 figli, 14 nuore e 33 nipoti (in tutto 180 componenti). La famiglia vive nel villaggio di Baktawng, Mizoram. La sua abitazione ha più di 100 stanze ed ha una struttura simile ad un hotel. Ziona, citato in Ripley's Believe It or Not! tra le 11 storie più strane per l'anno 2011, si è detto orgoglioso e fortunato di essere il capostipite della sua grandissima famiglia.

### Morte
Ziona Chana è morto il 13 giugno 2021, dopo essere stato portato d'urgenza in un ospedale della zona a causa dell'aggravarsi della malattia che lo aveva colpito mentre era assistito dai familiari nella loro casa tra le colline del villaggio di Baktwang. Chana soffriva da tempo di diabete e ipertensione ma le sue condizioni di salute sono peggiorate nell'ultimo anno con l'avanzare dell'età. I medici non hanno potuto fare niente per lui,ed è stato dichiarato morto poco dopo il suo arrivo.

## Fede religiosa
Ziona è capo della setta cristiana conosciuta come Chana Pawl, creata dal padre. La setta pratica la poligamia. I seguaci della setta credono in Kum Sang Rorel o lo stato dei mille anni come predetto da Gesù Cristo sulla Terra (Bibbia, Apocalisse, 20) e che saranno loro a regnare con Cristo per mille anni. La setta fu originariamente chiamata Khuangtuaha Pawl, dal nome del suo fondatore Khuangtuaha, che la istituì il 12 giugno 1942, quando i suoi discepoli furono cacciati dal villaggio Hmawngkawn dal capo del villaggio perché propagavano una teologia considerata sbagliata e pericolosa. La setta celebra il suo giorno di fondazione come Bawkte Kut o Festa della capanna, il 12 giugno di ogni anno. I membri della setta di Chana sono circa 2.000 e risiedono nel villaggio Baktawng Tlangnuam.

## Vita familiare
Ziona proviene dal villaggio di Baktawng nel distretto centrale di Serchhip, che si trova a 100 chilometri a sud di Aizawl, capitale del Mizoram. È nato il 20 luglio 1945. Si è sposato all'età di 17 anni con Zathiangi,la sua prima moglie, più grande di lui di tre anni, che attualmente presiede la conduzione delle attività domestiche della famiglia con una rigida disciplina ed è orgogliosa del fatto che tutti in famiglia rispettano il suo ruolo. Ziona dice con orgoglio che ha sposato dieci donne in un anno.
Ziona ha costruito un palazzo di quattro piani, una struttura in calcestruzzo, che appare come una pensione, per ospitare la sua numerosa famiglia. L'edificio è chiamato Chhuan Che Run o Casa della nuova generazione ed è situato nel villaggio di montagna di Baktawng. Al suo interno dispone di un khualbuk, una pensione per accogliere i visitatori che arrivano al villaggio. Ziona ha una camera da letto matrimoniale al piano terra di questo edificio e le sue mogli dormono con lui a turno, secondo un programma. Le sue mogli più giovani vivono vicino alla sua camera sullo stesso piano e ci sono sempre sette-otto mogli che provvedono alle sue esigenze durante il giorno. Tutte le mogli più anziane vivono nei dormitori al primo piano del palazzo, mentre le sue mogli più giovani vivono al piano terra. Le sue mogli sostengono che non c'è rivalità tra di loro. Tutte le sue mogli sostengono di amarlo. La sua 39ª moglie è la signora Siamthangi, orgogliosa di essere moglie di Ziona anche se lui è molto più vecchio di lei. Nel 2016 ha compiuto 34 anni e da lui ha una figlia di 9 anni. Delle sue 39 mogli, 22 sono quarantenni e trascorrono con lui una settimana ogni anno. Ha 26 generi e le sue figlie vivono separatamente con le loro famiglie. Dichiara di aver dato lui i nomi a tutti i suoi figli e nipoti e di ricordare i nomi di tutti i membri della sua famiglia.
La famiglia di Ziona è autosufficiente, provvedendo direttamente alla coltura di quanto serve a soddisfare le sue esigenze alimentari. Egli ha anche istituito una scuola per i suoi figli, e il fratello minore si prende cura del suo funzionamento. L'insegnamento nella scuola si basa su un programma di studi previsto dal governo, integrato da alcune materie specifiche per la sua setta Chana. Non chiede contributi assistenzali da parte del governo.
Le mogli di Ziona si occupano della cucina, e le sue figlie delle pulizie della casa e del bucato. Gli uomini della famiglia si occupano dell'allevamento del bestiame, dell'agricoltura (mediante la pratica del debbio), delle attività di falegnameria e di carpenteria in legno, della fabbricazione di utensili in alluminio, e così via.
La vita quotidiana della famiglia nella sua casa inizia alle 05:50, quando tutti i membri della famiglia si riuniscono per la preghiera; poi, vengono assegnati i compiti quotidiani. Preghiere e pasti si svolgono in una grande sala nel palazzo. La cena viene servita dalle ore 16:00 alle 18:00, in ordine di età. La giornata si chiude alle ore 21:00, quando ognuno si ritira per la notte e le luci si spengono.
Per l'alimentazione giornaliera della famiglia serve una enorme quantità di cibo: il consumo giornaliero tipico richiede mediamente 100 kg di riso, 60 kg di patate e 40 polli.
Ma Ziona, non ancora soddisfatto, si è dichiarato intenzionato ad espandere ulteriormente la sua famiglia.